# Aeschynomene solitariiflora
Aeschynomene solitariiflora är en ärtväxtart som beskrevs av J.Leonard. Aeschynomene solitariiflora ingår i släktet Aeschynomene och familjen ärtväxter. Inga underarter finns listade i Catalogue of Life.